# Strossmayerovo náměstí

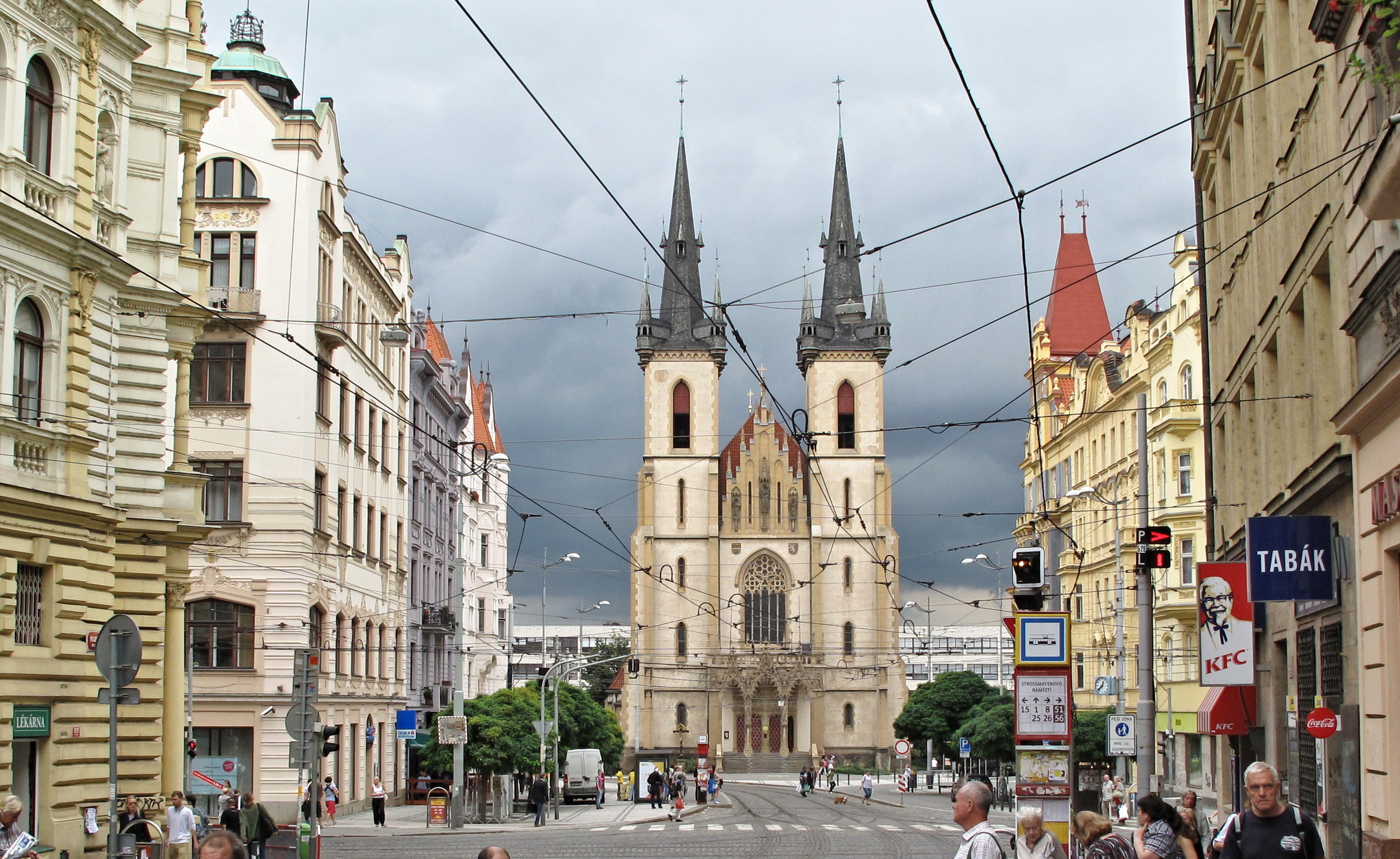
Blick zur St.-Antonius-Kirche am Strossmayerplatz

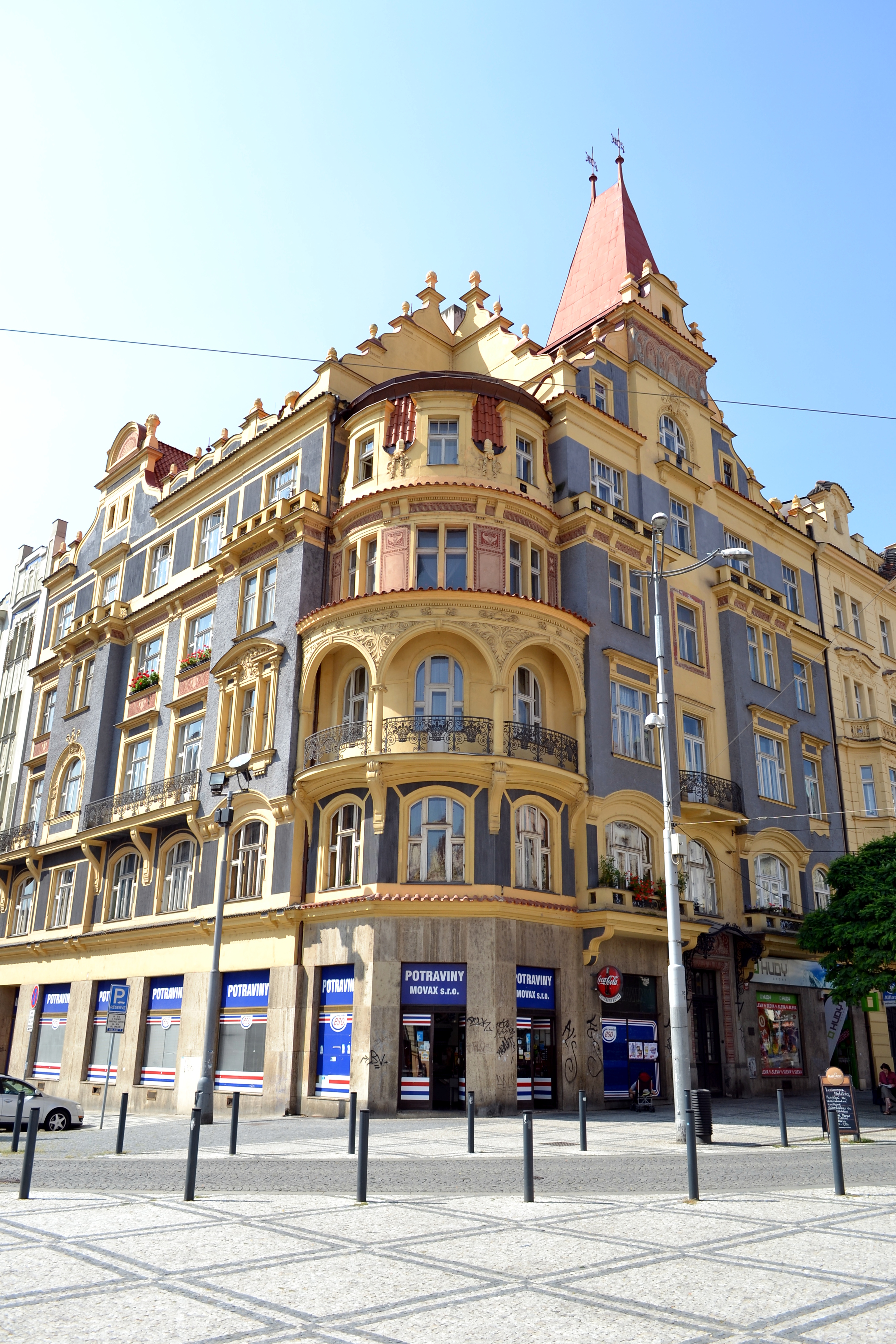
Eckhaus

Strossmayerovo náměstí (umgangssprachlich Štrosmajrák, deutsch Strossmayerplatz) ist ein Platz im Prager Stadtviertel Holešovice.

## Geschichte
Der Platz hieß im Zeitraum von 1908 bis 1925 Bubenské náměstí, nach dem nach Holešovice eingemeindeten Vorort Bubny. Im Jahre 1925 wurde er zu Ehren von Josip Juraj Strossmayer, einem wichtigen kroatischen Bischof, benannt. Zwischen 1961 und 1968 trug er nach dem 1961 verstorbenen kommunistischen Politiker Václav Kopecký den Namen Kopeckého náměstí. Am 10. Juli 1973 fuhr die Massenmörderin Olga Hepnarová hier mit einem Lastwagen in eine Gruppe von etwa 25 Menschen, die auf eine Straßenbahn warteten.

## Verkehrsbedeutung
Obwohl der Platz ziemlich klein ist, ist er doch von großer Bedeutung für den öffentlichen Nahverkehr. Zahlreiche Straßenbahnlinien der Prager Verkehrsbetriebe kreuzen sich dort. Außerdem liegt der Platz in der Nähe der Station Vltavská der Metro. Bereits zu Beginn des 21. Jahrhunderts gab es die Absicht zur Schaffung einer umfangreichen Fußgängerzone, die aber nicht verwirklicht wurde. Im Jahre 2007 wurde ein Umbau des Platzes vorgenommen, der Bürgersteig erneuert und dabei der östliche Teil zur Fußgängerzone.

## Sehenswürdigkeiten
- St.-Antonius-Kirche, erbaut von 1908 bis 1911
- ehemalige Realschule, heute Gymnasium, ursprünglich eine Kapelle